# Miami Open 2024
Il Miami Open 2024, ufficialmente Miami Open presented by Itaú 2024, è stato un torneo di tennis giocato su campi in cemento. È stata la 39ª edizione del Miami Open facente parte della categoria ATP Tour Masters 1000 nell'ambito dell'ATP Tour 2024 e della categoria WTA 1000 nell'ambito del WTA Tour 2024. Sia il torneo maschile sia quello femminile si sono disputati all'Hard Rock Stadium di Miami Gardens, negli Stati Uniti, dal 19 al 31 marzo 2024.

## Partecipanti ATP singolare

### Teste di serie
| Nazionalità | Giocatore                   | Ranking* | Testa di serie |
| ----------- | --------------------------- | -------- | -------------- |
| Spagna      | Carlos Alcaraz              | 2        | 1              |
| Italia      | Jannik Sinner               | 3        | 2              |
|             | Daniil Medvedev             | 4        | 3              |
| Germania    | Alexander Zverev            | 5        | 4              |
|             | Andrej Rublëv               | 6        | 5              |
| Danimarca   | Holger Rune                 | 7        | 6              |
| Norvegia    | Casper Ruud                 | 8        | 7              |
| Polonia     | Hubert Hurkacz              | 9        | 8              |
| Australia   | Alex de Minaur              | 10       | 9              |
| Grecia      | Stefanos Tsitsipas          | 11       | 10             |
| Bulgaria    | Grigor Dimitrov             | 12       | 11             |
| Stati Uniti | Taylor Fritz                | 13       | 12             |
| Stati Uniti | Tommy Paul                  | 14       | 13             |
| Francia     | Ugo Humbert                 | 15       | 14             |
|             | Karen Chačanov              | 16       | 15             |
| Stati Uniti | Ben Shelton                 | 17       | 16             |
| Kazakistan  | Aleksandr Bublik            | 18       | 17             |
| Argentina   | Sebastián Báez              | 19       | 18             |
| Francia     | Adrian Mannarino            | 20       | 19             |
| Argentina   | Francisco Cerúndolo         | 21       | 20             |
| Stati Uniti | Frances Tiafoe              | 22       | 21             |
| Cile        | Nicolás Jarry               | 23       | 22             |
| Italia      | Lorenzo Musetti             | 24       | 23             |
| Germania    | Jan-Lennard Struff          | 25       | 24             |
| Paesi Bassi | Tallon Griekspoor           | 26       | 25             |
| Rep. Ceca   | Jiří Lehečka                | 27       | 26             |
| Spagna      | Alejandro Davidovich Fokina | 28       | 27             |
| Stati Uniti | Sebastian Korda             | 29       | 28             |
| Argentina   | Tomás Martín Etcheverry     | 30       | 29             |
| Regno Unito | Cameron Norrie              | 31       | 30             |
| Stati Uniti | Christopher Eubanks         | 32       | 31             |
| Croazia     | Borna Ćorić                 | 33       | 32             |
| Australia   | Jordan Thompson             | 34       | 33             |

* Ranking al 18 marzo 2024.

### Altri partecipanti
I seguenti giocatori hanno ricevuto una wildcard per il tabellone principale:
- Darwin Blanch
- Martin Damm
- Martín Landaluce
- Kei Nishikori
- Shang Juncheng

I seguenti giocatori sono entrati in tabellone con il ranking protetto:
- Matteo Berrettini
- Kwon Soon-woo
- Denis Shapovalov

I seguenti giocatori sono entrati nel tabellone principale passando dalle qualificazioni:

- Thiago Seyboth Wild
- Emilio Nava
- Harold Mayot
- Lukáš Klein
- Diego Schwartzman
- Coleman Wong
- Andrea Vavassori
- Adam Walton
- Aleksandar Kovacevic
- Brandon Nakashima
- Vít Kopřiva
- Roberto Bautista Agut

Il seguente giocatore è entrato in tabellone come lucky loser:
- Roberto Bautista Agut

### Ritiri
Prima del torneo
- Borna Ćorić → sostituito da  Yoshihito Nishioka
- Novak Đoković → sostituito da  Kwon Soon-woo
- Aslan Karacev → sostituito da  Luciano Darderi
- Mackenzie McDonald → sostituito da  Márton Fucsovics
- Milos Raonic → sostituito da  Rinky Hijikata
- Stan Wawrinka → sostituito da  Daniel Elahi Galán

## Partecipanti ATP doppio

### Teste di serie
| Nazionalità | Giocatore         | Nazionalità | Giocatore        | Ranking* | Teste di serie |
| ----------- | ----------------- | ----------- | ---------------- | -------- | -------------- |
| India       | Rohan Bopanna     | Australia   | Matthew Ebden    | 5        | 1              |
| Croazia     | Ivan Dodig        | Stati Uniti | Austin Krajicek  | 6        | 2              |
| Stati Uniti | Rajeev Ram        | Regno Unito | Joe Salisbury    | 13       | 3              |
| Spagna      | Marcel Granollers | Argentina   | Horacio Zeballos | 17       | 4              |
| Messico     | Santiago González | Regno Unito | Neal Skupski     | 21       | 5              |
| Argentina   | Máximo González   | Argentina   | Andrés Molteni   | 28       | 6              |
| Germania    | Kevin Krawietz    | Germania    | Tim Pütz         | 29       | 7              |
| Paesi Bassi | Wesley Koolhof    | Croazia     | Nikola Mektić    | 30       | 8              |

* Ranking al 18 marzo 2024.

### Altri partecipanti
Le seguenti coppie di giocatori hanno ricevuto una wildcard per il tabellone principale:
- William Blumberg /  Casper Ruud
- Thanasi Kokkinakis /  Stefanos Tsitsipas
- Sebastian Korda /  Andy Murray

La seguente coppia di giocatori è entrata in tabellone come alternate:
- John-Patrick Smith /  Sem Verbeek

### Ritiri
Prima del torneo
- Alex de Minaur /  Alexei Popyrin → sostituiti da  Alex de Minaur /  Rinky Hijikata
- Nicolas Mahut /  Édouard Roger-Vasselin → sostituiti da  Alexander Erler /  Lucas Miedler
- Marcelo Melo /  Alexander Zverev → sostituiti da  Marcelo Melo /  Édouard Roger-Vasselin
- Jamie Murray /  Michael Venus → sostituiti da  Yuki Bhambri /  Michael Venus
- Tommy Paul /  Frances Tiafoe → sostituiti da  John-Patrick Smith /  Sem Verbeek

## Partecipanti singolare WTA

### Teste di serie
| Nazionalità | Giocatrice               | Ranking* | Testa di serie |
| ----------- | ------------------------ | -------- | -------------- |
| Polonia     | Iga Świątek              | 1        | 1              |
|             | Aryna Sabalenka          | 2        | 2              |
| Stati Uniti | Coco Gauff               | 3        | 3              |
| Kazakistan  | Elena Rybakina           | 4        | 4              |
| Stati Uniti | Jessica Pegula           | 5        | 5              |
| Tunisia     | Ons Jabeur               | 6        | 6              |
| Cina        | Zheng Qinwen             | 7        | 7              |
| Grecia      | Maria Sakkarī            | 9        | 8              |
| Lettonia    | Jeļena Ostapenko         | 10       | 9              |
|             | Dar'ja Kasatkina         | 11       | 10             |
| Brasile     | Beatriz Haddad Maia      | 13       | 11             |
| Italia      | Jasmine Paolini          | 14       | 12             |
|             | Ljudmila Samsonova       | 15       | 13             |
|             | Ekaterina Aleksandrova   | 16       | 14             |
| Ucraina     | Elina Svitolina          | 17       | 15             |
|             | Veronika Kudermetova     | 19       | 16             |
| Stati Uniti | Madison Keys             | 18       | 17             |
| Rep. Ceca   | Barbora Krejčíková       | 21       | 18             |
| Romania     | Sorana Cîrstea           | 24       | 19             |
| Stati Uniti | Emma Navarro             | 20       | 20             |
|             | Anastasija Pavljučenkova | 22       | 21             |
|             | Anna Kalinskaja          | 25       | 22             |
| Francia     | Caroline Garcia          | 27       | 23             |
| Regno Unito | Katie Boulter            | 30       | 24             |
| Belgio      | Elise Mertens            | 28       | 25             |
| Rep. Ceca   | Linda Nosková            | 31       | 26             |
|             | Viktoryja Azaranka       | 32       | 27             |
| Ucraina     | Dajana Jastrems'ka       | 33       | 28             |
| Ucraina     | Marta Kostjuk            | 26       | 29             |
|             | Anastasija Potapova      | 29       | 30             |
| Canada      | Leylah Fernandez         | 35       | 31             |
| Ucraina     | Anhelina Kalinina        | 36       | 32             |

* Ranking al 4 marzo 2024.

### Altre partecipanti
Le seguenti giocatrici hanno ricevuto una wild card per il tabellone principale:
- Ėrika Andreeva
- Hailey Baptiste
- Brenda Fruhvirtová
- Linda Fruhvirtová
- Simona Halep
- Emma Raducanu
- Venus Williams
- Caroline Wozniacki

Le seguenti giocatrici entreranno in tabellone con il ranking protetto:
- Paula Badosa
- Angelique Kerber
- Naomi Ōsaka
- Shelby Rogers
- Daria Saville
- Zhang Shuai

Le seguenti giocatrici entreranno in tabellone principale passando dalle qualificazioni:

- Emiliana Arango
- María Carlé
- Storm Hunter
- Aleksandra Krunić
- Claire Liu
- Nadia Podoroska
- Anna Karolína Schmiedlová
- Laura Siegemund
- Clara Tauson
- Marija Timofeeva
- Taylor Townsend
- Katie Volynets

La seguente giocatrice è entrata in tabellone come lucky loser:
- Océane Dodin
- Tamara Korpatsch
- Greet Minnen
- Bernarda Pera

### Ritiri
Prima del torneo
- Mirra Andreeva → sostituita da  Camila Giorgi
- Amanda Anisimova → sostituita da  Ashlyn Krueger
- Belinda Bencic → sostituita da  Yuan Yue
- Marta Kostjuk → sostituita da  Océane Dodin
- Barbora Krejčíková → sostituita da  Greet Minnen
- Petra Kvitová → sostituita da  Viktorija Tomova
- Karolína Muchová → sostituita da  Jaqueline Cristian
- Emma Raducanu → sostituita da  Tamara Korpatsch
- Anastasija Sevastova → sostituita da  Bernarda Pera
- Mayar Sherif → sostituita da  Diana Šnaider
- Markéta Vondroušová → sostituita da  Julija Putinceva

## Partecipanti doppio WTA

### Teste di serie
| Nazione       | Giocatrice               | Nazione       | Giocatrice         | Ranking* | Testa di serie |
| ------------- | ------------------------ | ------------- | ------------------ | -------- | -------------- |
| Taipei cinese | Hsieh Su-wei             | Belgio        | Elise Mertens      | 3        | 1              |
| Canada        | Gabriela Dabrowski       | Nuova Zelanda | Erin Routliffe     | 11       | 2              |
| Australia     | Storm Hunter             | Rep. Ceca     | Kateřina Siniaková | 15       | 3              |
| Stati Uniti   | Nicole Melichar-Martinez | Australia     | Ellen Perez        | 15       | 4              |
| Stati Uniti   | Coco Gauff               | Stati Uniti   | Jessica Pegula     | 24       | 5              |
| Paesi Bassi   | Demi Schuurs             | Brasile       | Luisa Stefani      | 28       | 6              |
| Brasile       | Beatriz Haddad Maia      | Stati Uniti   | Taylor Townsend    | 28       | 7              |
| Germania      | Laura Siegemund          | Cina          | Xu Yifan           | 40       | 8              |

- Ranking al 4 marzo 2024.

### Altre partecipanti
Le seguenti coppie di giocatrici hanno ricevuto una wild card per il tabellone principale:
- Jiang Xinyu /  Yuan Yue
- Madison Keys /  Peyton Stearns
- Ashlyn Krueger /  Sloane Stephens

Le seguenti coppie di giocatrici sono entrate in tabellone utilizzando il ranking protetto:
- Shūko Aoyama /  Aleksandra Krunić
- Wang Xinyu /  Zheng Saisai

Le seguenti coppie di giocatrici sono subentrate in tabellone come alternate:
- Anna Blinkova /  Ingrid Martins
- Magdalena Fręch /  Daria Saville
- Sofia Kenin /  Bethanie Mattek-Sands

### Ritiri
Prima del torneo
- Marie Bouzková /  Sara Sorribes Tormo → sostituite da  Sofia Kenin /  Bethanie Mattek-Sands
- Storm Hunter /  Kateřina Siniaková → sostituite da  Magdalena Fręch /  Daria Saville
- Madison Keys /  Peyton Stearns → sostituite da  Anna Blinkova /  Ingrid Martins

## Punti
| Torneo              | V    | F   | SF  | QF  | 4T   | 3T   | 2T  | 1T | Q    | Q2   | Q1   |
| Singolare maschile  | 1000 | 650 | 400 | 200 | 100  | 50   | 30* | 10 | 20   | 10   | 0    |
| Doppio maschile     | 1000 | 600 | 360 | 180 | N.D. | N.D. | 90  | 0  | N.D. | N.D. | N.D. |
| Singolare femminile | 1000 | 650 | 390 | 215 | 120  | 65   | 35* | 10 | 30   | 20   | 2    |
| Doppio femminile    | 1000 | 650 | 390 | 215 | N.D. | N.D. | 120 | 10 | N.D. | N.D. | N.D. |

* I giocatori con un bye ricevono i punti del primo turno.

## Montepremi
| Torneo              | V           | F         | SF        | QF        | 4T        | 3T       | 2T       | 1T       | Q2       | Q1      |
| Singolare maschile  | $ 1 100 000 | $ 585 000 | $ 325 000 | $ 185 000 | $ 101 000 | $ 59 100 | $ 34 500 | $ 23 250 | $ 13 500 | $ 7 000 |
| Singolare femminile | $ 1 100 000 | $ 585 000 | $ 325 000 | $ 185 000 | $ 101 000 | $ 59 100 | $ 34 500 | $ 23 250 | $ 13 500 | $ 7 000 |
| Doppio maschile*    | $ 447 300   | $ 236 800 | $ 127 170 | $ 63 600  | N.D.      | N.D.     | $ 34 100 | $ 18 640 | N.D.     | N.D.    |
| Doppio femminile*   | $ 447 300   | $ 236 800 | $ 127 170 | $ 63 600  | N.D.      | N.D.     | $ 34 100 | $ 18 640 | N.D.     | N.D.    |

*per team

## Campioni

### Singolare maschile
Jannik Sinner ha sconfitto in finale  Grigor Dimitrov con il punteggio di 6–3, 6–1.
- È il tredicesimo titolo in carriera per Sinner, il terzo in stagione e il secondo in un Master 1000.

### Singolare femminile
Danielle Collins ha sconfitto in finale  Elena Rybakina con il punteggio di 7–5, 6–3.
- È il terzo titolo in carriera per Collins, il primo WTA 1000 e il primo dopo due anni e otto mesi dall'ultimo successo.

### Doppio maschile
Rohan Bopanna /  Matthew Ebden hanno sconfitto in finale  Ivan Dodig /  Austin Krajicek con il punteggio di 6(3)–7, 6–3, [10–6].

### Doppio femminile
Sofia Kenin /  Bethanie Mattek-Sands hanno sconfitto in finale  Gabriela Dabrowski /  Erin Routliffe con il punteggio di 4–6, 7–6(5), [11–9].